# Мырчево
Мырчево (болг. Мърчево) — село в Болгарии. Находится в Монтанской области, входит в общину Бойчиновци. Население составляет 857 человек.

## Политическая ситуация
В местном кметстве Мырчево, в состав которого входит Мырчево, должность кмета (старосты) исполняет Иван  Цветанов Иванов (Болгарская социалистическая партия (БСП)) по результатам выборов правления кметства.
Кмет (мэр) общины Бойчиновци — Славей Иванов Костодинов (Граждане за европейское развитие Болгарии (ГЕРБ)) по результатам выборов в правление общины.